# Мазара (приток Тары)
Мазара  (Наар) — река в России, протекает по территории Белорецкого района Башкортостана. Впадает в реку Тару в 2,5 км по левому берегу от устья последней. Длина реки — 10 км

## Данные водного реестра
По данным государственного водного реестра России относится к Камскому бассейновому округу, водохозяйственный участок реки — Белая от города Стерлитамак до водомерного поста у села Охлебино, без реки Сим, речной подбассейн реки — Белая. Речной бассейн реки — Кама.
По данным геоинформационной системы водохозяйственного районирования территории РФ, подготовленной Федеральным агентством водных ресурсов.